# Kreislauf des Geldes

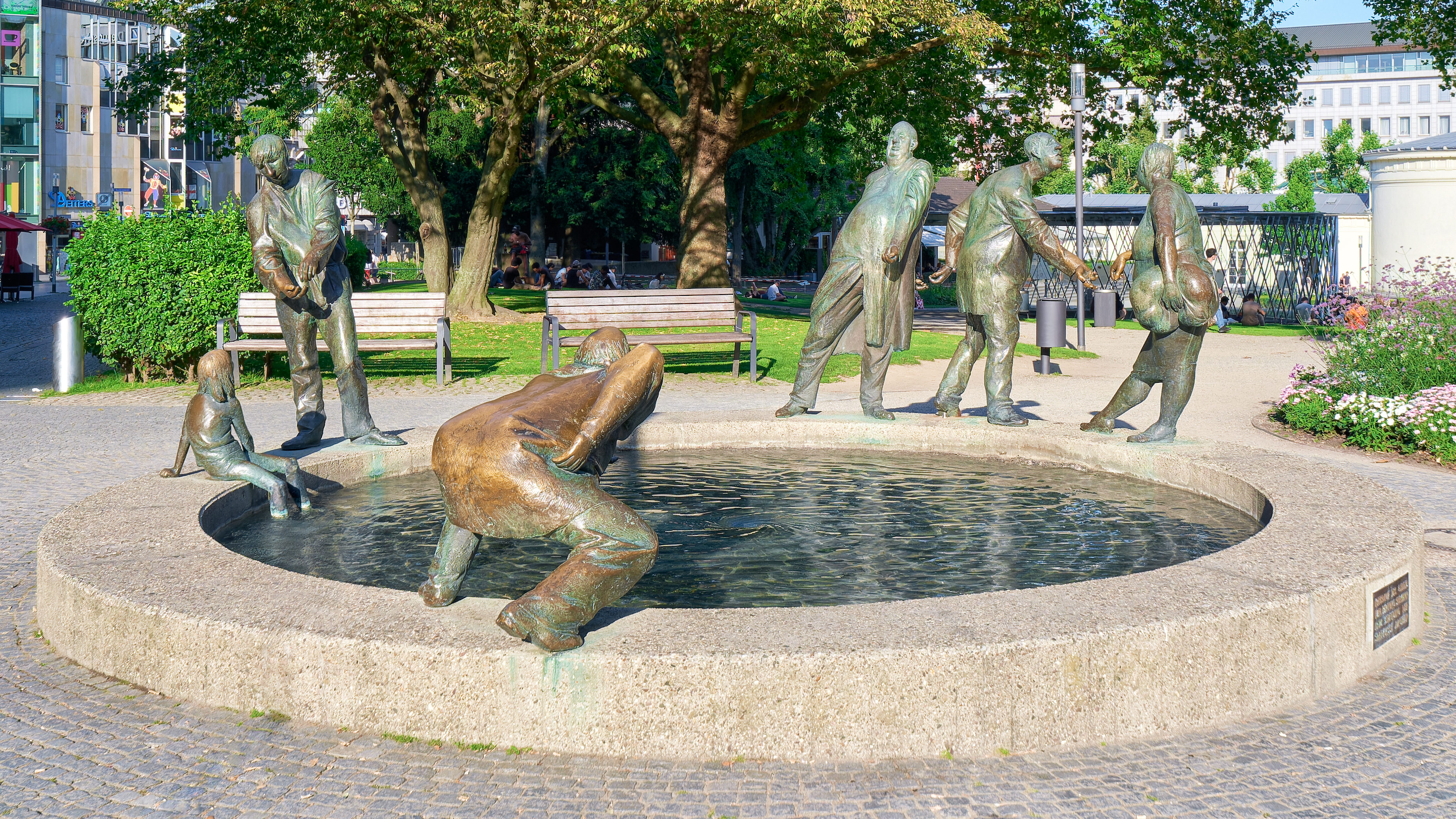
Brunnenanlage mit Plastiken

Der Kreislauf des Geldes ist ein 1976 von Karl-Henning Seemann geschaffener Brunnen in Aachen. Er befindet sich in der Hartmannstraße am Ende des Elisengartens. Der von der Sparkasse Aachen finanzierte Brunnen wird in Kurzform meistens Geldbrunnen genannt. Im Jahre 2007 wurden die Brunnenfiguren saniert.
Von Seemann ist ebenfalls der im gleichen Jahr aufgestellte Brander Stier.

## Beschreibung
Der Brunnen wird ungleichmäßig umrundet von einem Ensemble aus Bronzeplastiken, die sich um das flache Becken aus Beton verteilen. Das Wasser dreht sich gegen den Uhrzeigersinn, in Richtung des dargestellten Geldflusses. Es fließt auch im Winter, weil es sich um warmes Wasser aus den Aachener Thermalquellen handelt. 

Die verschiedene Figuren des Brunnens stellen den namensgebenden Geldkreislauf dar und haben in ihren gezeigten Handlungen alle mit Geld zu tun. So stellen sie den Geiz, die Gier, die Gönnerhaftigkeit und die Bettelei dar. Zusätzlich wird gezeigt, wie ein Kind seinem Vater beim Zählen des Geldes zusieht.

Detaildarstellungen
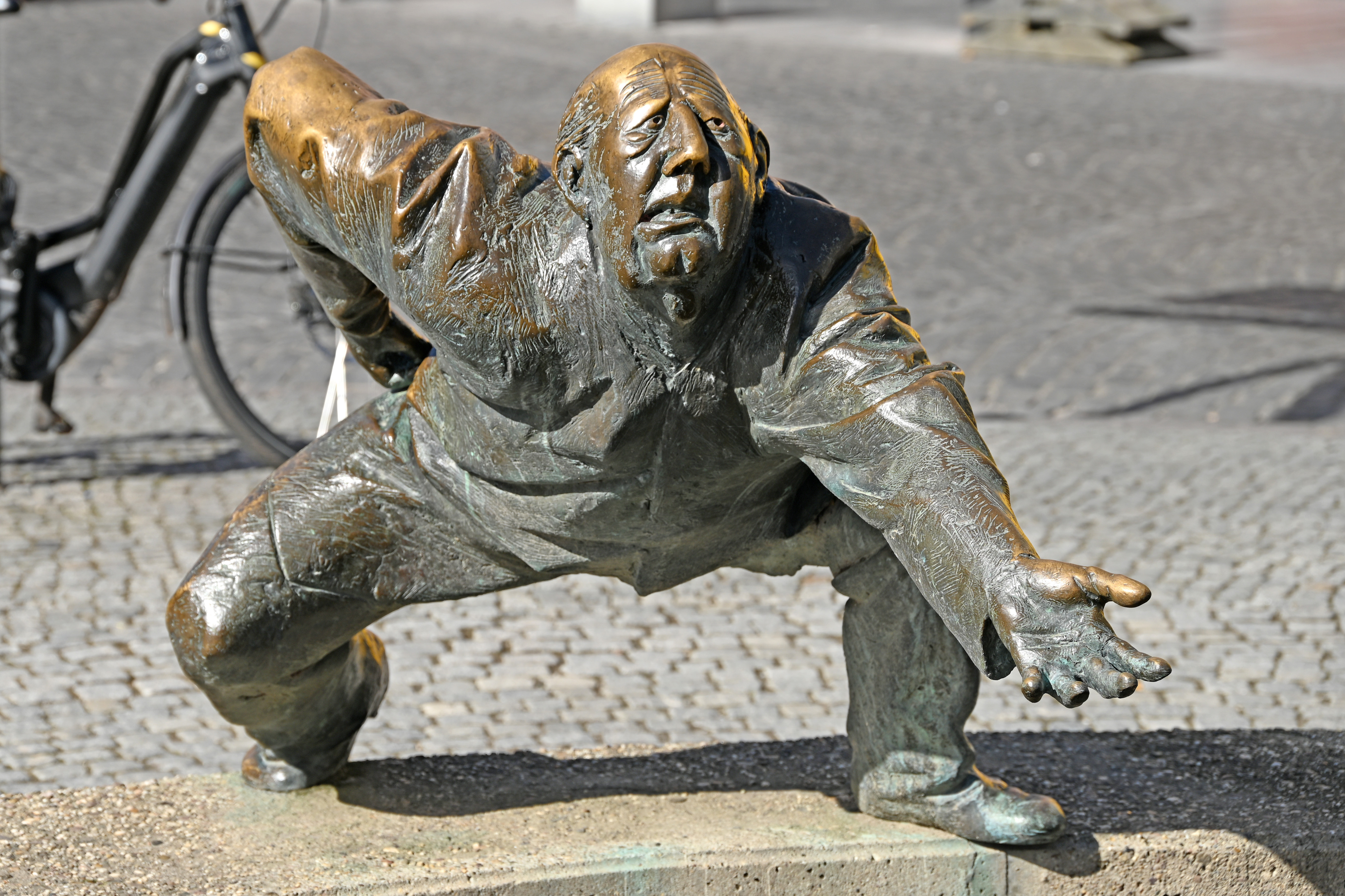
Bettler
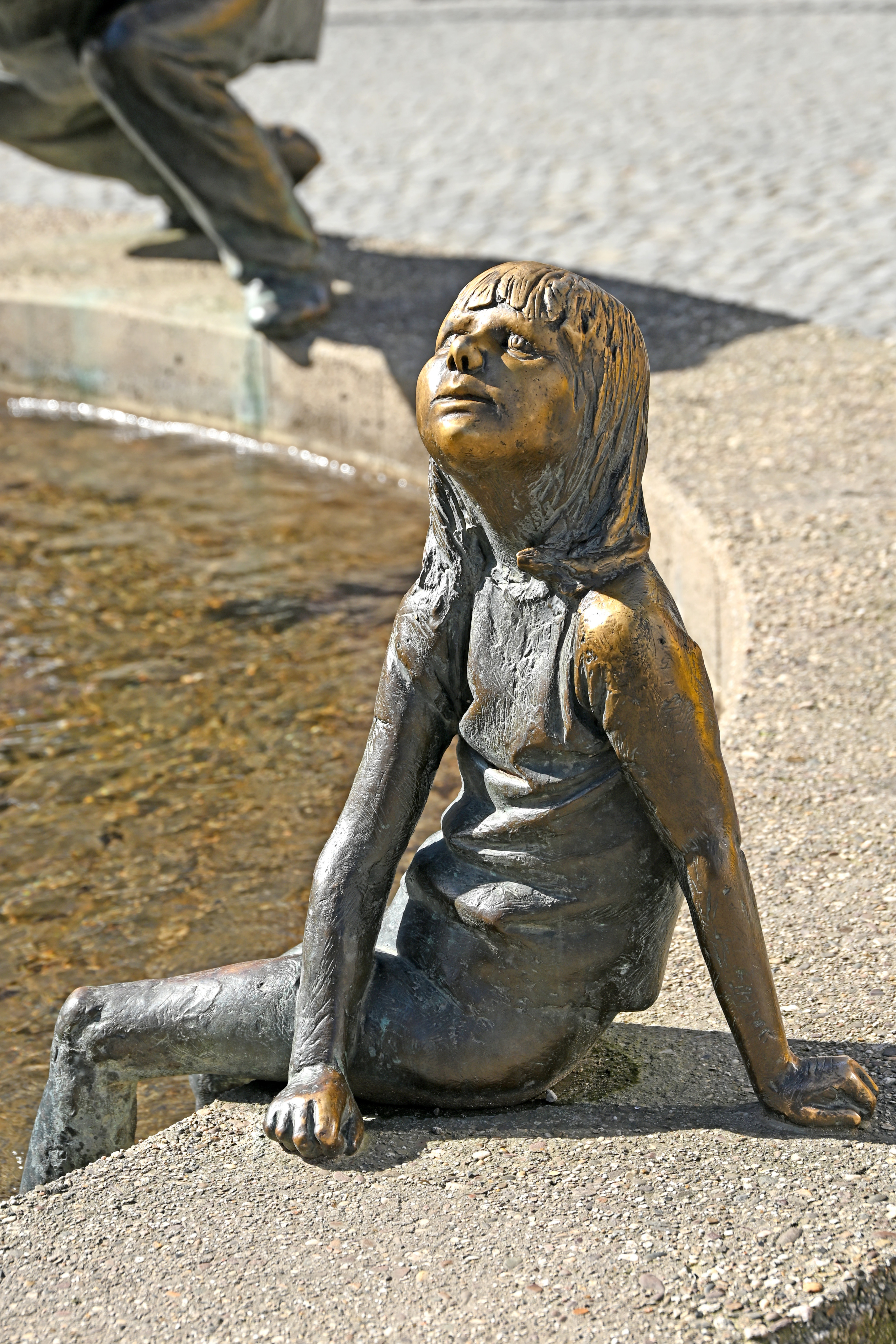
Kind
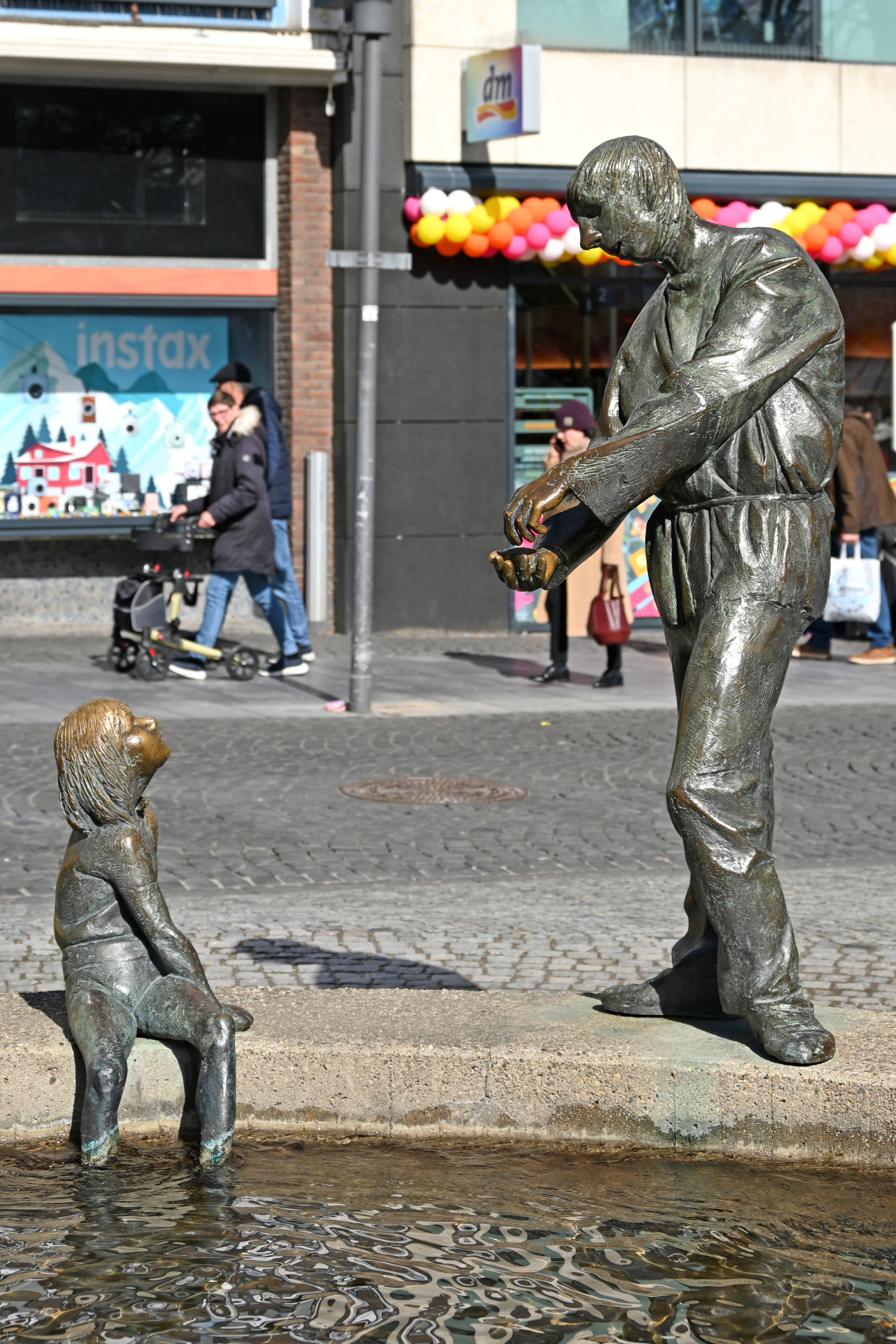
Vater und Kind
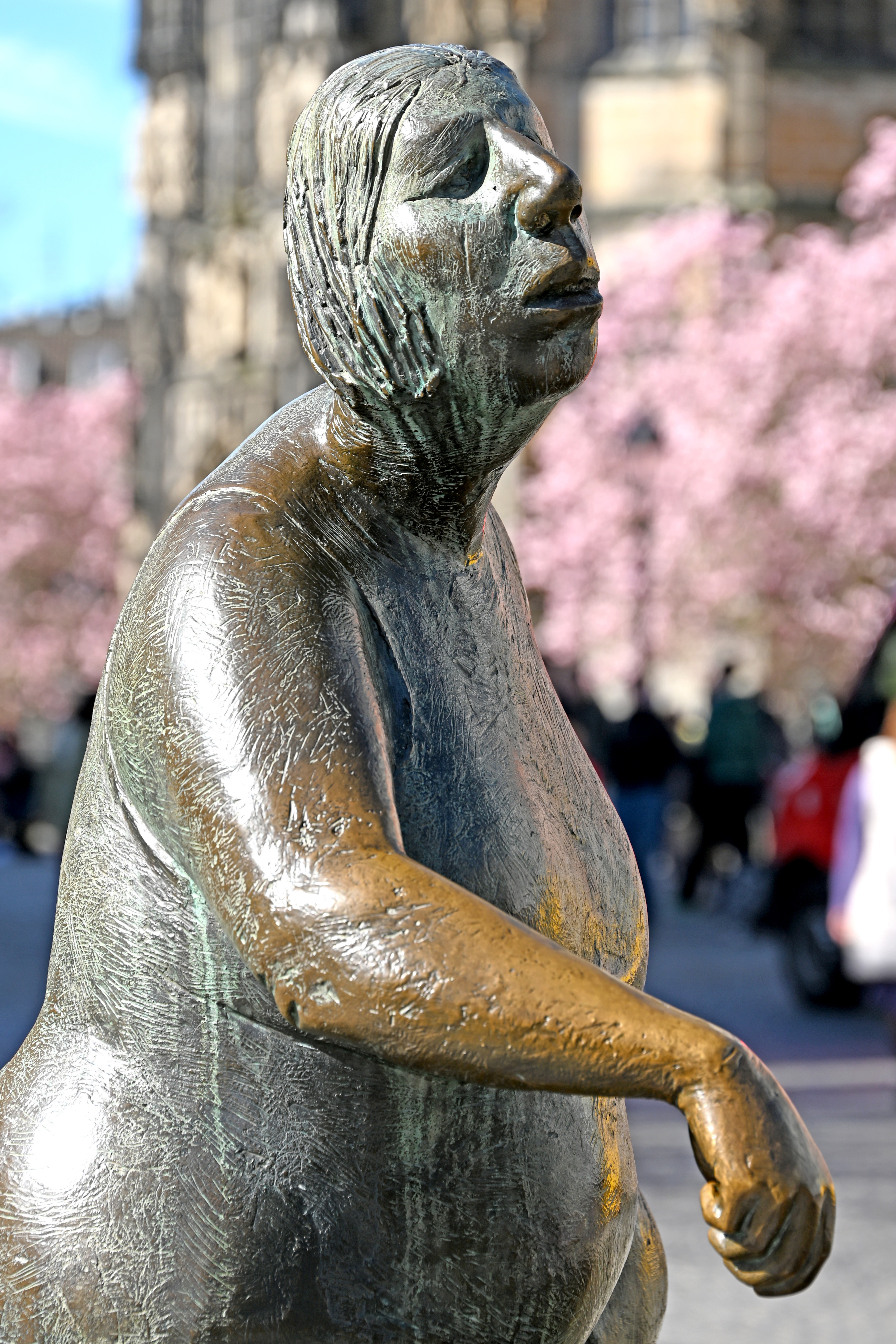
Alte Frau
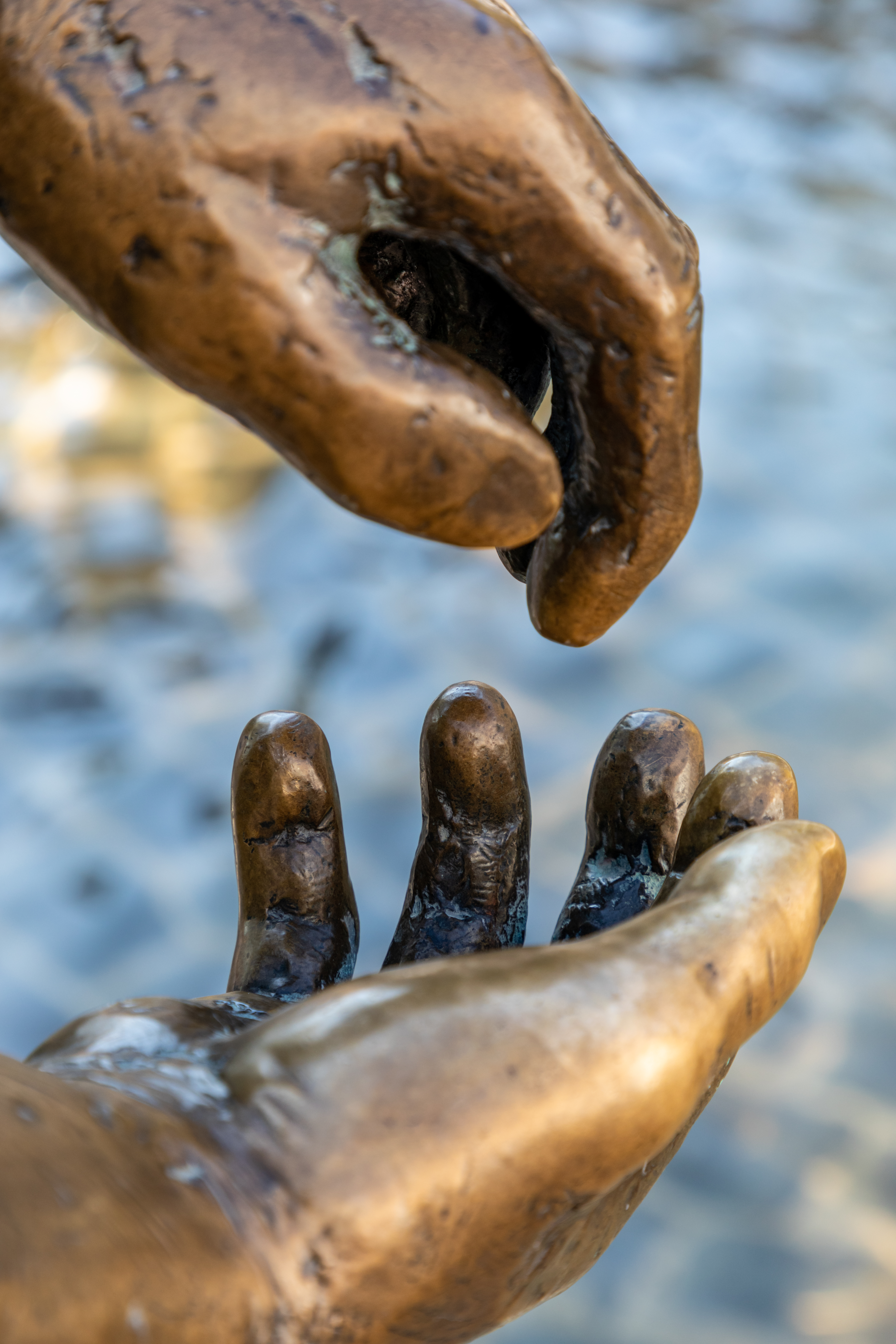
Geldübergabe